# Villar Pellice
Villar Pellice (Ël Vilar Pèlis en piamontés, Vilar Pèlis en occitano) de la provincia de Turín, en el noroeste de Italia.

## Contexto sociogeográfico
Se encuentra en el valle del Pellice  y forma parte de la Comunità Montana Val Pellice (Comunidad Montana de Val Pellice). Es un municipio de 1.187 habitantes que se encuentra a 58 km de la capital de la provincia, Turín.
Existe una comunidad perteneciente a la iglesia Valdense formada gracias a la ubicación aislada del municipio.

## Economía local
El municipio cuenta con importantes reservas de bosques, la mayor parte en tierras particulares. Los terrenos municipales, en las partes más altas también están cubiertas de bosques.
El trabajo con la madera, desde su utilización en la construcción, hasta la producción artesanal es una de las fuentes de ingresos para los habitantes del Municipio.
La "alpicultura" que consiste en el traslado, durante el verano, de los animales bovinos y caprinos a los prados de las partes altas de las montañas es una práctica secular que aún se aplica.
Recientemente se ha incrementado las actividades relacionadas con el ecoturismo.

## Evolución demográfica
| Gráfica de evolución demográfica de Villar Pellice entre 1861 y 2001 |
|                                                                      |
| fuente ISTAT - elaboracón gráfica por Wikipedia                      |

Fuente